# Into a Secret Land
Into a Secret Land ist das dritte Studioalbum der deutsch-französischen Popsängerin Sandra. Es erschien am 24. Oktober 1988 bei Virgin.

## Entstehung und Veröffentlichung
Mit Ten on One (The Singles) war 1987 ein Best-of-Album von Sandra erschienen. Anfang 1988 heiratete sie Michael Cretu, den Produzenten ihrer Alben, und zog mit ihm und der gesamten Band auf die spanische Insel Ibiza, wo sie ein Tonstudio aufbauten. Hubert Kemmler alias Hubert Kah schrieb alle Stücke auf dem Album mit, das schließlich am 24. Oktober 1988 herausgebracht wurde. Cretu war ebenfalls an den meisten Songs beteiligt, zudem die Musiker von Kahs Band, Markus Löhr und Klaus Hirschburger. Sandras Keyboarder Frank Peterson, Uwe Gronau und Michael Höing von Fabrique, deren Titel Trenchcoat Man als Basis für Secret Land diente, Mats Björklund und Susanne Müller-Pi schrieben ebenfalls einzelne Songs mit.
Vorab wurde im Mai 1988 die Single Heaven Can Wait herausgebracht. Sie erreichte Platz zwölf in Deutschland und Platz sechs in Frankreich. Drei weitere Singles erreichten die Charts, La vista de luna wurde 1989 in Spanien als Promo-Single veröffentlicht.

## Titelliste
| # | Titel               | Autor(en) | Produzent(en) | Länge |
| - | ------------------- | --- | ------------- | ----- |
| 1 | Secret Land         | Michael Cretu, Hubert Kemmler, Klaus Hirschburger, Mats Björklund, Michael Hoenig, Susanne Müller-Pi, Uwe Gronau | Michael Cretu | 4:45  |
| 2 | We’ll Be Together   | Hubert Kemmler, Markus Löhr, Klaus Hirschburger, Sandra Cretu                                                    | Michael Cretu | 4:10  |
| 3 | Heaven Can Wait     | Michael Cretu, Hubert Kemmler, Markus Löhr, Klaus Hirschburger                                                   | Michael Cretu | 4:04  |
| 4 | Just Like Diamonds  | Michael Cretu, Hubert Kemmler, Markus Löhr, Klaus Hirschburger                                                   | Michael Cretu | 5:40  |
| 5 | Around My Heart     | Hubert Kemmler, Markus Löhr, Klaus Hirschburger, Sör Otto’s, Frank Peterson                                      | Michael Cretu | 3:18  |
| 6 | Crazy Juliet        | Michael Cretu, Markus Löhr, Klaus Hirschburger                                                                   | Michael Cretu | 4:11  |
| 7 | La vista de luna    | Michael Cretu, Klaus Hirschburger, Susanne Müller-Pi                                                             | Michael Cretu | 3:44  |
| 8 | Celebrate Your Life | Hubert Kemmler, Klaus Hirschburger                                                                               | Michael Cretu | 3:28  |
| 9 | Children of England | Hubert Kemmler, Markus Löhr, Klaus Hirschburger                                                                  | Michael Cretu | 3:58  |

## Kommerzieller Erfolg

### Chartplatzierungen
Das Album konnte in Deutschland Platz 14 erreichen sowie Platz 13 in Österreich und Platz neun in der Schweiz, zudem Platz 18 in Norwegen und Platz 22 in Schweden.
| ChartsChartplatzierungen | Höchstplatzierung | Wochen/ Monate |
| ------------------------ | ----------------- | -------------- |
| Deutschland (GfK)        | 14 (34 Wo.)       | 34 Wo.         |
| Österreich (Ö3)          | 13 (3,5 Mt.)      | 3,5 Mt.        |
| Schweiz (IFPI)           | 9 (11 Wo.)        | 11 Wo.         |

| ChartsJahrescharts (1989) | Platzierung |
| ------------------------- | ----------- |
| Deutschland (GfK)         | 40          |

### Auszeichnungen für Musikverkäufe
| Land/Region        | Auszeichnungen für Musikverkäufe (Land/Region, Auszeichnung, Verkäufe) | Verkäufe |
| ------------------ | ---------------------------------------------------------------------- | -------- |
| Deutschland (BVMI) | Gold                                                                   | 250.000  |
| Frankreich (SNEP)  | Platin                                                                 | 300.000  |
| Österreich (IFPI)  | Gold                                                                   | 25.000   |
| Schweden (IFPI)    | Platin                                                                 | 100.000  |
| Schweiz (IFPI)     | Platin                                                                 | 50.000   |
| Insgesamt          | 2× Gold · 3× Platin ·                                                  | 725.000  |